# Mimochariesthes flaveola
Mimochariesthes flaveola är en skalbaggsart som beskrevs av Teocchi 1986. Mimochariesthes flaveola ingår i släktet Mimochariesthes och familjen långhorningar. Inga underarter finns listade i Catalogue of Life.